# La Fauvette du Temple

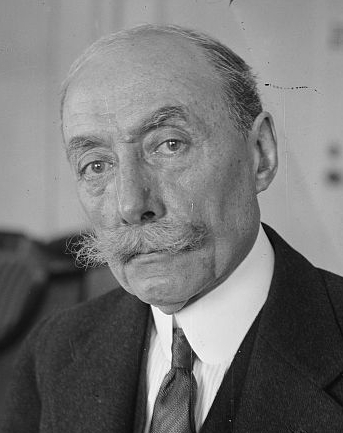
André Messager

La Fauvette du temple är en opéra comique i tre akter från 1885 med musik av André Messager och libretto av Eugène Humbert och Paul Burani.
Librettot har likheter med handlingen i en vaudeville i tre akter av bröderna Cogniard: La Cocarde tricolore - épisode de la guerre d'Alger, spelad på gamla Folies-Dramatiques den 19 mars 1831. Traubner beskriver operan som "en militaristisk, patriotisk historia med algeriska scener". Den hade premiär på Théâtre des Folies-Dramatiques den 17 november 1885 och spelades 150 gånger.

## Roller
| Roller                                                      | Röststämma | Premiärbesättning 17 november 1885 (Dirigent: Thibault) |
| ----------------------------------------------------------- | ---------- | ------------------------------------------------------- |
| Saint-Angénor                                               | tenor      | Gobin                                                   |
| Joseph Abrial                                               | tenor      | Simon-Max                                               |
| Pierre Aubertin                                             | baryton    | Jourdan                                                 |
| Ben Ahmed                                                   | bas        | Chauvereau                                              |
| Trécourt                                                    | bas        | Riga                                                    |
| Gransac                                                     |            | Duhamel                                                 |
| Bou Maleck                                                  |            | Valdor                                                  |
| Sélim                                                       |            | Van de Gend                                             |
| Thérèse                                                     | sopran     | Juliette Simon-Girard                                   |
| Zélie                                                       | sopran     | Vialda                                                  |
| Ali                                                         |            | Savary                                                  |
| Tarata                                                      |            | Hicks                                                   |
| Rosette                                                     |            | Weil                                                    |
| Inkallade soldater, zuaver, araber, grisetter och arbetare. |            |                                                         |

## Handling

### Akt 1
Akt 1 äger rum i Paris 1849 nära rotundan till templet med en blomsterhandel och en vinhandel bakgrunden.
Pierre Aubertins käraste heter Thérèse - den vackra blomsterflickan kallad 'la fauvette du temple' – Joseph Abrials heter Zélie. När Thérèse sjunger blir hon uppmärksammad av sångläraren Saint-Angénor, som bestämmer sig för att bli hennes lärare. Han säger att han kan göra henne rik, och samtidigt påvisa att hans sånglektioner ger valuta. Pierre och Joseph inkallas som soldater på sju år. På Thérèses begäran går Saint-Angénor med på att om hon bli hans elev ska han betala 2000 francs för att köpa ut Pierre från militären. Men Pierre är misstänksam mot läraren och vägrar ta emot pengarna. Han ger sig av mot Afrika medan Saint-Angénor planerar att fara till Italien med sin nya elev och hennes 'husa' Zélie.

### Akt 2
Akt 2 utspelas nära en oas i Algeriet två år senare.
Joseph är uttråkad på armélivet medan löjtnant Pierre för bort zuaverna. Ett arabfölje lett av Bou Maleck närmar sig. Ben-Ahmed och hans män förbereder en massiv bombattack  mot fransmännen när de återvänder. Ali för in Angénor, Thérèse och Zélie. Thérèse har anlänt till Nordafrika med sin väninna och Saint-Angénor i jakt på Pierre. Ben-Ahmed, som blir förälskad i Thérèse, återvänder och beordrar Saint-Angénor att lära hans harem sjunga. Pierre och Joseph kommer tillbaka och gör förfrågningar angående en sångerska, 'Frasquita' (Thérèses scennamn), som gav en konsert föregående dag och arresterades tillsammans med sin lärare. Ben-Ahmed vägrar och dömer de två fransmännen till döden. Joseph förklär sig till en stum vakt, saboterar arabernas gevär och varnar sina kamrater. Thérèse, Angénor och Zélie har förts bort av Ali, så franmännen ger sig av mot Muaskar.

### At 3
Den sista akten utspelas på ett torg i Muaskar.
Araber flyr från de invaderande franska soldaterna. Pierre sörjer sin Thérèse. Då kommer Saint-Angénor in förklädd till arab. Efter att han förklarat för Trécourt vem han är och var Fauvette är, kommer Joseph in och blir snart återförenad med Zélie som har blivit utkastad från haremet. Thérèse befinner sig i Ben-Ahmeds våld men räddas av fransmännen och allt slutar lyckligt.